# Sezon 3
Sezon 3 (zapis stylizowany: SEZON3 lub SEZON 3) – jedyny album studyjny polskiej grupy youtuberów Ekipy. Krążek dostał certyfikat złotej płyty już w preorderze.

## Autorstwo i historia wydania
Album został wydany 26 czerwca 2021 roku nakładem labelu DonPro wytwórni Musicom w dystrybucji e-Muzyka w wersji standardowej (CD) oraz Deluxe (CD, digital download, streaming). Do płyty powstały dwie okładki. Została stworzona również seria odzieży i akcesoriów sprzedawana poprzez przedsiębiorstwo EkipaToNosi.

## Single
Pierwszy singiel z albumu pt. „3kipa”, który został wydany 8 marca 2021 zdobył największą popularność. Dostał się on na szczyt polskiej listy Spotify oraz na drugie pozycje list Apple Music i iTunes. Kolejnie znalazł się w propozycjach do list przebojów różnych stacji radiowych w Polsce. Wyjątkową dynamikę wzrostu wyświetleń miał także teledysk do utworu, który po 5 dniach zdobył 13 mln wyświetleń, a do 10 maja 2021 ponad 50 milionów.
8 kwietnia 2021 roku zespół opublikował teledysk do utworu „Zaebyście”, w którym gościnnie występuje polski raper Qry. Dzień później piosenka została wydana jako singel w serwisach streamingowych. Tego samego dnia teledysk dostał się na szczyt „Karty na czasie” w serwisie YouTube. Podobnie było z teledyskiem do kolejnego singla – „Chill”. Sam singel został wydany 1 maja 2021 roku. Powstała do niego kolekcja ubrań i gadżetów.
W maju 2021 roku zespół wydał singel „Zygzak” stworzony we współpracy z polskim piosenkarzem i raperem Jacusiem (właśc. Jacek Pala).
26 czerwca został wydany sam album. Wraz z premierą albumu studyjnego opublikowano teledysk do singla „Napad na bank” nagranego we współpracy z Roxie.
17 lipca 2021 roku został wydany teledysk do utworu „Dobry Mood”.

## Listy utworów
| Edycja standardowa | Edycja standardowa                 | Edycja standardowa                             | Edycja standardowa | Edycja standardowa |
| Nr                 | Tytuł utworu                       | Autorzy                                        | Produkcja          | Długość            |
| ------------------ | ---------------------------------- | ---------------------------------------------- | ------------------ | ------------------ |
| 1.                 | „3Kipa”                            | Adam Adamczyk · Mateusz Żezała · Jakub Birecki | Ekipa · DonPro     | 4:59               |
| 2.                 | „Zaebyście” (gościnnie: Qry)       | Rafał Łosik · Jakub Birecki · Patryk Lubaś     | Ekipa · DonPro     | 4:06               |
| 3.                 | „Napad na bank” (gościnnie: Roxie) | Witold Czamara · Jakub Birecki · Joanna Klepko | Ekipa · DonPro     | 3:44               |
| 4.                 | „Chill”                            | Witold Czamara · Jakub Birecki                 | Ekipa · DonPro     | 4:25               |
| 5.                 | „Ja to tak czuję” (oraz B.R.O)     | Jakub Birecki                                  | Ekipa · DonPro     | 3:17               |
| 6.                 | „Sen”                              | Mateusz Żezała · Jakub Birecki                 | Ekipa · DonPro     | 3:14               |
| 7.                 | „Selfmade”                         | Rafał Łosik · Jakub Birecki                    | Ekipa · DonPro     | 3:31               |
| 8.                 | „Na zajawce”                       | Witold Czamara · Jakub Birecki                 | Ekipa · DonPro     | 3:51               |
| 9.                 | „Uśmiech”                          | Witold Czamara · Jakub Birecki                 | Ekipa · DonPro     | 3:05               |
| 10.                | „Do fury”                          | Witold Czamara · Jakub Birecki                 | Ekipa · DonPro     | 3:40               |
| 11.                | „Zygzak” (oraz Jacuś)              | Jacek Pala                                     | Jacuś              | 3:48               |
| 12.                | „Influencer Party Hard”            | Witold Czamara · Jakub Birecki                 | Ekipa · DonPro     | 3:03               |
| 13.                | „Dobry Mood”                       | Witold Czamara · Jakub Birecki                 | Ekipa · DonPro     | 3:20               |
|                    |                                    |                                                |                    | 48:03              |

| Edycja „Deluxe” | Edycja „Deluxe”                           | Edycja „Deluxe”                                    | Edycja „Deluxe” | Edycja „Deluxe” |
| Nr              | Tytuł utworu                              | Autorzy                                            | Produkcja       | Długość         |
| --------------- | ----------------------------------------- | -------------------------------------------------- | --------------- | --------------- |
| 1.              | „3Kipa”                                   | Adam Adamczyk · Mateusz Żezała · Jakub Birecki     | Ekipa · DonPro  | 4:59            |
| 2.              | „Zaebyście” (gościnnie: Qry)              | Rafał Łosik · Jakub Birecki · Patryk Lubaś         | Ekipa · DonPro  | 4:06            |
| 3.              | „Napad na bank” (gościnnie: Roxie)        | Witold Czamara · Jakub Birecki · Joanna Klepko     | Ekipa · DonPro  | 3:44            |
| 4.              | „Chill”                                   | Witold Czamara · Jakub Birecki                     | Ekipa · DonPro  | 4:25            |
| 5.              | „Ja to tak czuję” (oraz B.R.O)            | Jakub Birecki                                      | Ekipa · DonPro  | 3:17            |
| 6.              | „Sen”                                     | Mateusz Żezała · Jakub Birecki                     | Ekipa · DonPro  | 3:14            |
| 7.              | „Selfmade”                                | Rafał Łosik · Jakub Birecki                        | Ekipa · DonPro  | 3:31            |
| 8.              | „Na zajawce”                              | Witold Czamara · Jakub Birecki                     | Ekipa · DonPro  | 3:51            |
| 9.              | „Uśmiech”                                 | Witold Czamara · Jakub Birecki                     | Ekipa · DonPro  | 3:05            |
| 10.             | „Do fury”                                 | Witold Czamara · Jakub Birecki                     | Ekipa · DonPro  | 3:40            |
| 11.             | „Zygzak” (oraz Jacuś)                     | Jacek Pala                                         | Ekipa · DonPro  | 3:48            |
| 12.             | „Influencer Party Hard”                   | Witold Czamara · Jakub Birecki                     | Ekipa · DonPro  | 3:03            |
| 13.             | „Dobry Mood”                              | Witold Czamara · Jakub Birecki                     | Ekipa · DonPro  | 3:20            |
| 14.             | „Szlafroki” (Deluxe, oraz Janusz Walczuk) | Pedro · Janusz Walczuk · Krzysztof Szczepański     | Ekipa · DonPro  | 3:08            |
| 15.             | „Jeden wers” (Deluxe)                     | Mateusz Szumara · Jakub Birecki · Karol Wiśniewski | Ekipa · DonPro  | 3:12            |
| 16.             | „Shadow” (Deluxe)                         | Tomasz Cichoń                                      | Ekipa · DonPro  | 4:40            |
|                 |                                           |                                                    |                 | 59:03           |

## Notowania

### Dzienne
| Terytorium | Notowanie              | Pozycja | Źr.    |
| ---------- | ---------------------- | ------- | ------ |
| Polska     | iTunes Song Chart      | 2       | [ 20 ] |
| Polska     | Apple Music Song Chart | 1       | [ 21 ] |
| Norwegia   | Apple Music Song Chart | 41      | [ 21 ] |
| Szwecja    | Apple Music Song Chart | 327     | [ 22 ] |
| Holandia   | iTunes Song Chart      | 14      | [ 23 ] |
| Niemcy     | iTunes Song Chart      | 158     | [ 24 ] |
| Rosja      | iTunes Song Chart      | 45      | [ 20 ] |

### Tygodniowe
| Terytorium | Notowanie              | Pozycja | Źr.    |
| ---------- | ---------------------- | ------- | ------ |
| Polska     | OLiS                   | 1       | [ 25 ] |
| Polska     | iTunes Song Chart      | 6       | [ 26 ] |
| Polska     | Apple Music Song Chart | 1       | [ 26 ] |

## Certyfikaty
| Kraj          | Certyfikat       | Sprzedaż | Źr.           |
| ------------- | ---------------- | -------- | ------------- |
| Polska (ZPAV) | diamentowa płyta | 150 000+ | [ 27 ] [ 28 ] |